# Kodži Suzuki
Kódži Suzuki (鈴木光司, * 13. května 1957, Hamamacu, jihozápadně od Tokia) je japonský spisovatel.

## Biografie
Původním povoláním je učitel. Své žáky bavil vyprávěním strašidelných historek, odtud pochází jeho autorský zájem o horor. Počátkem 90. let se stal literární hvězdou nejen v Japonsku, ale kromě ostatního světa především ve Spojených státech, kde bylo jeho dílo zpracováno v podobě knižní i filmové, komiksové i televizní.
V současné době žije v Tokiu. Zajímá se také o motocykly.

## Filmové adaptace
- Ringu (1995), japonský televizní film, režie Čisui Takigawa
- Ringu (1998), japonský film, režie Hideo Nakata
- Rasen (1998), japonský film, režie Džóji Jida
- Ringu 2 (1999), japonský film, režie Hideo Nakata,
- Virus Ring (1999), jihokorejský film, režie Dong-bin Kim,
- Ringu 0: Básudei (2000), japonský film, režie Norio Curuta,
- Honogurai mizu no soko kara (2002), japonský film, režie Hideo Nakata,
- The Ring (2002), americký film, režie Gore Verbinski,
- The Ring Two (2005), americký film, režie Hideo Nakata,
- Dark Water (2005), americký film, režie Walter Salles.

## Česká vydání
- Kruh, Knižní klub, Praha 2004, z angličtiny přeložil David Petrů,
- Temné vody, Knižní klub, Praha 2006, z angličtiny přeložil David Petrů,
- Spirála, Knižní klub, Praha 2006, z angličtiny přeložil David Petrů,
- Smyčka, Knižní klub, Praha 2008, z angličtiny přeložil David Petrů,